# 1988-as Formula–1 portugál nagydíj
Az 1988-as Formula–1 világbajnokság tizenharmadik futama a portugál nagydíj volt.

## Futam
Portugáliában Prosté lett az első hely Senna előtt, de a brazil a rajt után az élre állt. Amikor az első kör végén befordultak a célegyenesbe, Senna balra húzódott, Prost pedig meglátta a kínálkozó rést a jobb oldalon és bement Senna mellé, aki viszont ezt meglátva elkezdte jobbra húzni az autóját, és 250 km/h sebességnél majdnem a bokszutca falához szorította Prostot. Aztán az első kanyarban a belső íven lévő Prost megelőzte a kívülről bekanyarodni készülő Sennát, így a francia fordult elsőként és hamar előnyre tett szert. Sennát a 21. körben megelőzte Capelli, így a harmadik helyre esett vissza. Később Berger is megelőzte, de az osztrák véletlenül rossz gombot, a tűzoltó berendezését nyomta meg a pilótafülkében, majd kicsúszott a kavicságyba. Senna üzemanyagproblémával küzdött és a boxba is ki kellett állnia új gumikért, ezért csak a hatodik lett. A versenyt Prost nyerte Capelli és Boutsen előtt.
| Helyezés | #  | Versenyző          | Csapat/Motor    | Futott körök | Idő/Kiesés oka | Rajthely | Pontszám |
| -------- | -- | ------------------ | --------------- | ------------ | -------------- | -------- | -------- |
| 1        | 11 | Alain Prost        | McLaren-Honda   | 70           | 1:37:40,958    | 1        | 9        |
| 2        | 16 | Ivan Capelli       | March-Judd      | 70           | + 9,553        | 3        | 6        |
| 3        | 20 | Thierry Boutsen    | Benetton-Ford   | 70           | + 44,619       | 13       | 4        |
| 4        | 17 | Derek Warwick      | Arrows-Megatron | 70           | + 1:07,419     | 10       | 3        |
| 5        | 27 | Michele Alboreto   | Ferrari         | 70           | + 1:11,884     | 7        | 2        |
| 6        | 12 | Ayrton Senna       | McLaren-Honda   | 70           | + 1:18,269     | 2        | 1        |
| 7        | 36 | Alex Caffi         | Dallara-Ford    | 69           | + 1 kör        | 17       |          |
| 8        | 24 | Luis Perez-Sala    | Minardi-Ford    | 68           | + 2 kör        | 19       |          |
| 9        | 14 | Philippe Streiff   | AGS-Ford        | 68           | + 2 kör        | 21       |          |
| 10       | 25 | René Arnoux        | Ligier-Judd     | 68           | + 2 kör        | 23       |          |
| 11       | 31 | Gabriele Tarquini  | Coloni-Ford     | 65           | + 5 kör        | 26       |          |
| 12       | 21 | Nicola Larini      | Osella          | 63           | + 7 kör        | 25       |          |
| Kiesett  | 15 | Maurício Gugelmin  | March-Judd      | 59           | Motorhiba      | 5        |          |
| Kiesett  | 5  | Nigel Mansell      | Williams-Judd   | 54           | Kicsúszás      | 6        |          |
| Kiesett  | 3  | Jonathan Palmer    | Tyrrell-Ford    | 53           | Túlmelegedés   | 22       |          |
| Kiesett  | 19 | Alessandro Nannini | Benetton-Ford   | 52           | Meghajtás      | 9        |          |
| Kiesett  | 28 | Gerhard Berger     | Ferrari         | 35           | Kicsúszás      | 4        |          |
| Kiesett  | 1  | Nelson Piquet      | Lotus-Honda     | 34           | Kuplung        | 8        |          |
| Kiesett  | 6  | Riccardo Patrese   | Williams-Judd   | 29           | Hűtő           | 11       |          |
| Kiesett  | 23 | Pierluigi Martini  | Minardi-Ford    | 27           | Motorhiba      | 14       |          |
| Kiesett  | 29 | Yannick Dalmas     | Larrousse-Ford  | 20           | Generátor      | 15       |          |
| Kiesett  | 2  | Nakadzsima Szatoru | Lotus-Honda     | 16           | Kicsúszás      | 16       |          |
| Kiesett  | 22 | Andrea de Cesaris  | Rial-Ford       | 11           | Féltengely     | 12       |          |
| Kiesett  | 18 | Eddie Cheever      | Arrows-Megatron | 10           | Turbó          | 18       |          |
| Kiesett  | 30 | Philippe Alliot    | Larrousse-Ford  | 7            | Motorhiba      | 20       |          |
| Kiesett  | 26 | Stefan Johansson   | Ligier-Judd     | 4            | Motorhiba      | 24       |          |
| NK       | 4  | Julian Bailey      | Tyrrell-Ford    |              |                |          |          |
| NK       | 9  | Piercarlo Ghinzani | Zakspeed        |              |                |          |          |
| NK       | 33 | Stefano Modena     | Euro Brun-Ford  |              |                |          |          |
| NK       | 10 | Bernd Schneider    | Zakspeed        |              |                |          |          |
| NeK      | 32 | Oscar Larrauri     | Euro Brun-Ford  |              |                |          |          |

## Statisztikák
Vezető helyen:
- Ayrton Senna: 1 (1)
- Alain Prost: 69 (2-70)

Alain Prost 33. (R) győzelme, 18. pole-pozíciója, Gerhard Berger 8. leggyorsabb köre.
- McLaren 67. győzelme.